# Estisch voetbalelftal in 2011
Het Estisch voetbalelftal speelde in totaal veertien interlands in het jaar 2011, waaronder acht wedstrijden in de kwalificatiereeks voor de EK-eindronde 2012 in Polen en Oekraïne. In de play-offs werd Estland over twee duels verslagen door Ierland. De ploeg stond voor het vierde jaar op rij onder leiding van bondscoach Tarmo Rüütli. Op de FIFA-wereldranglijst steeg Estland in 2011 van de 86ste (januari 2011) naar de 57ste plaats (december 2011). Eén speler kwam in alle veertien duels in actie voor Estland: verdediger Dmitri Kruglov van de Russische club FK Rostov.

## Balans
| Wedstrijden | Wedstrijden | Wedstrijden | Wedstrijden | Doelpunten | Doelpunten | Doelpunten | Punten |
| Gespeeld    | Winst       | Gelijk      | Verlies     | Voor       | Tegen      | Saldo      | Punten |
| ----------- | ----------- | ----------- | ----------- | ---------- | ---------- | ---------- | ------ |
| 14          | 4           | 3           | 7           | 14         | 28         | –14        | 0.786  |

## Interlands
|                                                                 |                                                                 |       |                                                 |                                                                                           |
| 9 februari Vriendschappelijk № 350 «onderlinge duels» 19:00 uur | Estland                                                         | 2 – 2 | Bulgarije                                       | Mardan Sports Complex, Antalya Toeschouwers: 200 Scheidsrechter: Krisztián Selmeczi (HUN) |
| 9 februari Vriendschappelijk № 350 «onderlinge duels» 19:00 uur | Konstantin Vassiljev 20' (pen.) Konstantin Vassiljev 79' (pen.) |       | 41' (pen.) Ivelin Popov 83' (pen.) Ivelin Popov | Mardan Sports Complex, Antalya Toeschouwers: 200 Scheidsrechter: Krisztián Selmeczi (HUN) |

|                                                               |                                                   |       |         |                                                                                  |
| 25 maart Vriendschappelijk № 351 «onderlinge duels» 18:00 uur | Estland                                           | 2 – 0 | Uruguay | A. Le Coq Arena, Tallinn Toeschouwers: 6.817 Scheidsrechter: Antti Munukka (FIN) |
| 25 maart Vriendschappelijk № 351 «onderlinge duels» 18:00 uur | Konstantin Vassiljev 61' Vjatšeslav Zahovaiko 65' |       |         | A. Le Coq Arena, Tallinn Toeschouwers: 6.817 Scheidsrechter: Antti Munukka (FIN) |

|                                                             |                          |       |                    |                                                                                |
| 29 maart EK-kwalificatie № 352 «onderlinge duels» 19:30 uur | Estland                  | 1 – 1 | Servië             | A. Le Coq Arena, Tallinn Toeschouwers: 5.185 Scheidsrechter: Bas Nijhuis (NED) |
| 29 maart EK-kwalificatie № 352 «onderlinge duels» 19:30 uur | Konstantin Vassiljev 84' |       | 38' Marko Pantelić | A. Le Coq Arena, Tallinn Toeschouwers: 5.185 Scheidsrechter: Bas Nijhuis (NED) |

|                                                           |                                                              |       |         |                                                                                           |
| 3 juni EK-kwalificatie № 353 «onderlinge duels» 19:45 uur | Italië                                                       | 3 – 0 | Estland | Stadio Alberto Braglia, Modena Toeschouwers: 21.151 Scheidsrechter: Alexandru Tudor (ROM) |
| 3 juni EK-kwalificatie № 353 «onderlinge duels» 19:45 uur | Giuseppe Rossi 21' Antonio Cassano 39' Giampaolo Pazzini 68' |       |         | Stadio Alberto Braglia, Modena Toeschouwers: 21.151 Scheidsrechter: Alexandru Tudor (ROM) |

|                                                           |                                                  |       |         |                                                                             |
| 7 juni EK-kwalificatie № 354 «onderlinge duels» 19:30 uur | Faeröer                                          | 2 – 0 | Estland | Svangaskarð, Toftir Toeschouwers: 1.715 Scheidsrechter: Antti Munukka (FIN) |
| 7 juni EK-kwalificatie № 354 «onderlinge duels» 19:30 uur | Fróði Benjaminsen 43' (pen.) Arnbjørn Hansen 47' |       |         | Svangaskarð, Toftir Toeschouwers: 1.715 Scheidsrechter: Antti Munukka (FIN) |

|                                                              |                                                                                   |       |         | |
| 19 juni Vriendschappelijk № 355 «onderlinge duels» 19:00 uur | Chili                                                                             | 4 – 0 | Estland | Estadio Monumental David Arellano, Santiago Toeschouwers: 20.000 Scheidsrechter: Martín Vásquez (URU) |
| 19 juni Vriendschappelijk № 355 «onderlinge duels» 19:00 uur | Matías Fernández 21' Waldo Ponce 42' Humberto Suazo 45' (pen.) Alexis Sánchez 50' |       |         | Estadio Monumental David Arellano, Santiago Toeschouwers: 20.000 Scheidsrechter: Martín Vásquez (URU) |

|                                                              |                                                                |       |         |                                                                                              |
| 23 juni Vriendschappelijk № 356 «onderlinge duels» 14:30 uur | Uruguay                                                        | 3 – 0 | Estland | Estadio Atilio Paiva Olivera, Rivera Toeschouwers: 22.800 Scheidsrechter: Sául Laverni (ARG) |
| 23 juni Vriendschappelijk № 356 «onderlinge duels» 14:30 uur | Martín Cáceres 12' Mikk Reintam 55' (e.d.) Nicolás Lodeiro 72' |       |         | Estadio Atilio Paiva Olivera, Rivera Toeschouwers: 22.800 Scheidsrechter: Sául Laverni (ARG) |

|                                                                  |                                                                            |       |         |                                                                                      |
| 10 augustus Vriendschappelijk № 357 «onderlinge duels» 20:30 uur | Turkije                                                                    | 3 – 0 | Estland | Türk Telekom Arena, Istanboel Toeschouwers: 20.000 Scheidsrechter: Lee Probert (ENG) |
| 10 augustus Vriendschappelijk № 357 «onderlinge duels» 20:30 uur | Emre Belözoğlu 8' (pen.) Colin Kâzim-Richards 28' Colin Kâzim-Richards 35' |       |         | Türk Telekom Arena, Istanboel Toeschouwers: 20.000 Scheidsrechter: Lee Probert (ENG) |

|                                                                |                |       |                                               |                                                                                           |
| 2 september EK-kwalificatie № 358 «onderlinge duels» 19:45 uur | Slovenië       | 1 – 2 | Estland                                       | Športni park Stožice, Ljubljana Toeschouwers: 15.480 Scheidsrechter: Stéphan Studer (SUI) |
| 2 september EK-kwalificatie № 358 «onderlinge duels» 19:45 uur | Tim Matavž 78' |       | 29' (pen.) Konstantin Vassiljev 81' Ats Purje | Športni park Stožice, Ljubljana Toeschouwers: 15.480 Scheidsrechter: Stéphan Studer (SUI) |

|                                                                |                                                                  |       |                         |                                                                                      |
| 6 september EK-kwalificatie № 359 «onderlinge duels» 19:30 uur | Estland                                                          | 4 – 1 | Noord-Ierland           | A. Le Coq Arena, Tallinn Toeschouwers: 8.660 Scheidsrechter: Daniel Stålhammar (SWE) |
| 6 september EK-kwalificatie № 359 «onderlinge duels» 19:30 uur | Martin Vunk 28' Tarmo Kink 32' Sergei Zenjov 59' Kaimar Saag 90' |       | 40' (e.d.) Raio Piiroja | A. Le Coq Arena, Tallinn Toeschouwers: 8.660 Scheidsrechter: Daniel Stålhammar (SWE) |

|                                                              |                  |       |                                                          |                                                                               |
| 7 oktober EK-kwalificatie № 360 «onderlinge duels» 19:45 uur | Noord-Ierland    | 1 – 2 | Estland                                                  | Windsor Park, Belfast Toeschouwers: 12.768 Scheidsrechter: Manuel Gräfe (GER) |
| 7 oktober EK-kwalificatie № 360 «onderlinge duels» 19:45 uur | Steven Davis 22' |       | 77' (pen.) Konstantin Vassiljev 84' Konstantin Vassiljev | Windsor Park, Belfast Toeschouwers: 12.768 Scheidsrechter: Manuel Gräfe (GER) |

|                                                                 |         |                                        |          |                                                                                 |
| 11 oktober Vriendschappelijk № 361 «onderlinge duels» 19:00 uur | Estland | 0 – 2                                  | Oekraïne | A. Le Coq Arena, Tallinn Toeschouwers: 4.501 Scheidsrechter: Robert Malek (POL) |
| 11 oktober Vriendschappelijk № 361 «onderlinge duels» 19:00 uur |         | 45' Oleg Goesjev 68' Oleksandr Aliejev |          | A. Le Coq Arena, Tallinn Toeschouwers: 4.501 Scheidsrechter: Robert Malek (POL) |

|                                                                |         |                                                                            |         |                                                                                   |
| 11 november EK-kwalificatie № 362 «onderlinge duels» 19:45 uur | Estland | 0 – 4                                                                      | Ierland | A. Le Coq Arena, Tallinn Toeschouwers: 10.500 Scheidsrechter: Viktor Kassai (HUN) |
| 11 november EK-kwalificatie № 362 «onderlinge duels» 19:45 uur |         | 13' Keith Andrews 67' Jon Walters 71' Robbie Keane 88' (pen.) Robbie Keane |         | A. Le Coq Arena, Tallinn Toeschouwers: 10.500 Scheidsrechter: Viktor Kassai (HUN) |

|                                                                |                  |       |                          |                                                                                |
| 15 november EK-kwalificatie № 363 «onderlinge duels» 19:45 uur | Ierland          | 1 – 1 | Estland                  | Aviva Stadium, Dublin Toeschouwers: 51.151 Scheidsrechter: Björn Kuipers (NED) |
| 15 november EK-kwalificatie № 363 «onderlinge duels» 19:45 uur | Stephen Ward 32' |       | 57' Konstantin Vassiljev | Aviva Stadium, Dublin Toeschouwers: 51.151 Scheidsrechter: Björn Kuipers (NED) |

## FIFA-wereldranglijst
| JAN | FEB | MAR | APR | MEI | JUN | JUL | AUG | SEP | OKT | NOV | DEC |
| --- | --- | --- | --- | --- | --- | --- | --- | --- | --- | --- | --- |
| 86  | 87  | 82  | 74  | 75  | 79  | 79  | 86  | 58  | 59  | 58  | 57  |

## Hõbepall
Sinds 1995 reiken Estische voetbaljournalisten, verenigd in de Eesti Jalgpalliajakirjanike Klubi, jaarlijks een prijs uit aan een speler van de nationale ploeg die het mooiste doelpunt maakt. In het zeventiende jaar sinds de introductie van de ereprijs ging de Zilveren Bal (Hõbepall) opnieuw naar middenvelder Konstantin Vassiljev voor zijn treffer in het duel tegen Noord-Ierland, gemaakt op 7 oktober. Vassiljev won de prijs eerder in 2009.

## Statistieken
| Sergei Pareiko         | 1977-01-31 | Wisła Kraków       | 10 | 0 | 0 | 32  | 0  |
| Pavel Londak           | 1980-05-14 | FK Bodø/Glimt      | 3  | 0 | 0 | 21  | 0  |
| Marko Meerits          | 1992-04-26 | Vitesse            | 1  | 0 | 0 | 2   | 0  |
| Artur Kotenko          | 1981-08-20 | Ravan Bakoe        | 0  | 2 | 0 | 25  | 0  |
| Verdediging            |            |                    |    |   |   |     |    |
| Dmitri Kruglov         | 1984-05-24 | FK Rostov          | 13 | 1 | 0 | 71  | 1  |
| Enar Jääger            | 1984-11-18 | Aalesunds FK       | 12 | 0 | 0 | 85  | 0  |
| Ragnar Klavan          | 1985-10-30 | AZ Alkmaar         | 10 | 0 | 0 | 76  | 1  |
| Raio Piiroja           | 1979-07-11 | Vitesse            | 9  | 0 | 1 | 108 | 8  |
| Taavi Rähn             | 1981-05-16 | Tianjin Songjiang  | 8  | 0 | 0 |     |    |
| Taijo Teniste          | 1988-01-31 | Sogndal Fotball    | 4  | 1 | 0 |     |    |
| Andrei Stepanov        | 1979-03-16 | Aris Limassol      | 3  | 1 | 0 | 86  | 1  |
| Karl Palatu            | 1982-12-05 | Flora Tallinn      | 3  | 0 | 0 |     |    |
| Tihhon Šišov           | 1983-02-11 | FK Khazar Lenkoran | 2  | 3 | 0 |     |    |
| Mikk Reintam           | 1990-05-22 | JJK Jyväskylä      | 2  | 0 | 0 | 2   | 0  |
| Joonas Tamm            | 1992-02-02 | IF Sylvia          | 2  | 0 | 0 | 2   | 0  |
| Igor Morozov           | 1989-05-27 | Levadia Tallinn    | 1  | 2 | 0 |     |    |
| Alo Bärengrub          | 1984-02-12 | JK Nõmme Kalju     | 1  | 0 | 0 |     |    |
| Joel Indermitte        | 1992-12-27 | FC Viljandi        | 0  | 2 | 0 | 2   | 0  |
| Meelis Peitre          | 1990-03-27 | Flora Tallinn      | 0  | 2 | 0 | 2   | 0  |
| Andrei Veis            | 1990-04-06 | FC Viljandi        | 0  | 1 | 0 | 1   | 0  |
| Middenveld             |            |                    |    |   |   |     |    |
| Martin Vunk            | 1984-08-21 | NS Famagusta       | 10 | 0 | 1 |     |    |
| Sander Puri            | 1988-05-07 | Lombard-Pápa TFC   | 8  | 4 | 0 |     |    |
| Konstantin Vassiljev   | 1984-08-16 | Amkar Perm         | 8  | 3 | 8 | 49  | 15 |
| Tarmo Kink             | 1985-10-06 | Karpaty Lviv       | 8  | 3 | 1 |     |    |
| Aleksandr Dmitrijev    | 1982-02-18 | FK Oeral           | 7  | 0 | 0 |     |    |
| Gert Kams              | 1985-05-25 | Flora Tallinn      | 2  | 2 | 0 |     |    |
| Siim Luts              | 1989-03-12 | Flora Tallinn      | 2  | 0 | 0 |     |    |
| Siim Tenno             | 1990-08-04 | JK Tammeka Tartu   | 2  | 0 | 0 | 2   | 0  |
| Ats Purje              | 1985-08-03 | Ethnikos Achna     | 1  | 9 | 1 |     |    |
| Sergei Mošnikov        | 1988-01-07 | Pogoń Szczecin     | 1  | 2 | 0 |     |    |
| Joel Lindpere          | 1981-10-05 | New York Red Bulls | 1  | 1 | 0 |     |    |
| Andrei Sidorenkov      | 1984-02-12 | Viborg FF          | 1  | 0 | 0 |     |    |
| Aanval                 |            |                    |    |   |   |     |    |
| Jarmo Ahjupera         | 1984-04-13 | Győri ETO FC       | 8  | 2 | 0 |     |    |
| Kaimar Saag            | 1988-08-05 | Silkeborg IF       | 5  | 3 | 1 |     |    |
| Sergei Zenjov          | 1989-04-20 | Karpaty Lviv       | 3  | 3 | 1 |     |    |
| Andres Oper            | 1977-11-07 | NS Famagusta       | 1  | 2 | 0 |     |    |
| Henri Anier            | 1990-12-17 | Flora Tallinn      | 1  | 1 | 0 | 2   | 0  |
| Vladimir Voskoboinikov | 1983-02-02 | FK Khimki          | 1  | 1 | 0 |     |    |
| Albert Prosa           | 1990-10-01 | JK Tammeka Tartu   | 0  | 2 | 0 | 2   | 0  |
| Vjatšeslav Zahovaiko   | 1981-12-29 | Debreceni VSC      | 0  | 1 | 0 |     |    |